# William Lecomte
William Lecomte (* 1963 in Poitiers) ist ein französischer Jazzmusiker (Piano, Komposition, Arrangement).

## Leben und Wirken
Lecomte stammt aus einer musikalischen Familie; sein Vater spielt Gitarre, die Mutter ist Klavierlehrerin. Im Alter von zehn Jahren begann er mit dem Cembalo, um dann klassischen Klavierunterricht zu nehmen, bis er den Jazz entdeckte. Er traf Bernard Maury, einen Freund und Schüler von Bill Evans, der ihn in das Jazzpiano einführte; dann gründete er das Quartett Pastel und nahm ein erstes Album auf dem OMD-Label auf, dem Alben mit Bertrand Renaudin, Éric Séva, Hervé Meschinet, Marc Berthoumieux oder dem süddeutschen Composers Pool Orchestra folgten.  Seit 1999 trat er weltweit in unterschiedlichen Konstellationen mit Jean-Luc Ponty auf; gemeinsam entstand neben vier weiteren Alben The Acatama Experience. Seit 2007 gehört er zudem zur belgischen Band Vaya Con Dios. Zudem arbeitete er mit Weltmusikband Xalam, mit David Koven, Kirk Whalum, Anne Ducros und Zipflo Weinrich. Mit Rouge Malice entstanden drei CDs mit Musik für Kinder.
Lecomte lebt in Paris und Stuttgart; mit seiner Partnerin, der Sängerin Ines Martinez, veröffentlichte er 2006 das Album It’s Love. Im Trio mit Bassist Santi Debriano und Schlagzeuger Thierry Arpino sowie mit Gästen spielte er unter eigenem Namen sein Album Reflections (2011) ein. Überdies begleitete er Juliette, Claude Nougaro, Catia Werneck, Marcello Ferreira, Majda al Roumi, Jaleo, Marc Lavoine und Laura Kipp.

## Preise und Auszeichnungen
1985 erhielt Lecomte den 1. Preis beim La Défense Jazz Festival mit seinem Quartett Pastel.

## Diskographische Hinweise
- Ines Martinez & William Lecomte Trio It's Love (Satin Doll Productions 2006,  mit Acelino de Paula, Luiz Augusto Cavani sowie Santi Debriano, Thierry Arpino)
- Reflections (Oreole Records 2011, mit Santi Debriano, Thierry Arpino)
- Composers Pool Orchestra: Live at Kunststiftung (2014, mit Barbara Bürkle, Eberhard Budziat, Alexander Bühl, Alexander Kuhn, Christoph Neuhaus, Jens Loh, Felix Schrack)
- Lorenzo Petrocca: Round About Italy (HGBS 2017, mit Jens Loh, Antoine Fillon)